# Písková Lhota (district de Nymburk)
Pour les articles homonymes, voir Písková Lhota.
Písková Lhota (en allemand : Sand-Lhota) est une commune du district de Nymburk, dans la région de Bohême-Centrale, en Tchéquie. Sa population s'élevait à 471 habitants en 2020.

## Géographie
Písková Lhota se trouve à 4 km au sud-ouest de Poděbrady, à 6,5 km au sud-sud-est de Nymburk et à 46 km à l'est-nord-est de Prague.
La commune est limitée par Hořátev et Kovanice au nord, par Poděbrady à l'est, par Vrbová Lhota au sud, et par Kostelní Lhota à l'ouest.

## Histoire
La première mention écrite de la localité date de 1553.

## Transports
Par la route, Písková Lhota se trouve à 5 km de Poděbrady, à 7,5 km de Nymburk et à 53 km de Prague.